# Rodez Aveyron Football 2015-2016 (femminile)
Questa voce raccoglie le informazioni riguardanti la squadra femminile del Rodez Aveyron Football nelle competizioni ufficiali della stagione 2015-2016.

## Divise e sponsor
La grafica delle divise casalinghe ripropone i colori sociali del club, il rosso e il giallo. Main sponsor era RAGT, lo sponsor tecnico, fornitore delle tenute da gioco, era Adidas.
| Casa | Trasferta |

## Organigramma societario
Area tecnica
- Allenatore: Sébastien Joseph
- Vice allenatore: Thibault Ruas
- Preparatori dei portieri: Pierre Laborde, Erwin Zelazny
- Preparatore atletico: Thomas Freytet

## Rosa
Rosa, ruoli e numeri di maglia alla presentazione della squadra come da sito footofeminin.fr, aggiornati al 25 agosto 2015.
| N. |                    | Ruolo | Calciatrice          |
| -- | ------------------ | ----- | -------------------- |
| 1  | Francia (bandiera) | P     | Julie Niphon         |
| 2  | Francia (bandiera) | D     | Chloé Bornes         |
| 3  | Francia (bandiera) | D     | Fanny Hoarau         |
| 4  | Francia (bandiera) | D     | Coralie Austry       |
| 5  | Francia (bandiera) | D     | Anne-Sophie Ginestet |
| 6  | Francia (bandiera) | C     | Solène Barbance      |
| 7  | Francia (bandiera) | A     | Marine De Sousa      |
| 8  | Tunisia (bandiera) | C     | Ella Kaabachi        |
| 9  | Francia (bandiera) | A     | Flavie Lemaître      |
| 10 | Francia (bandiera) | C     | Laurie Cance         |
| 11 | Romania (bandiera) | C     | Anne-Marie Banuta    |
| 12 | Francia (bandiera) | D     | Chloé De Carvalho    |

| N. |                    | Ruolo | Calciatrice             |
| -- | ------------------ | ----- | ----------------------- |
| 13 | Francia (bandiera) | C     | Charlene Farrugia       |
| 14 | Francia (bandiera) | C     | Bettina Matondo         |
| 15 | Francia (bandiera) | C     | Audrey Cugat (capitano) |
| 16 | Francia (bandiera) | P     | Deborah Garcia          |
| 17 | Francia (bandiera) | D     | Marine Haupais          |
| 19 | Francia (bandiera) | C     | Laura Rueda             |
| 20 | Francia (bandiera) | A     | Clara Noiran            |
| 21 | Francia (bandiera) | C     | Stéphanie De Revière    |
| 22 | Francia (bandiera) | C     | Sofia Guellati          |
| 23 | Francia (bandiera) | D     | Marine Lespinasse       |
| 24 | Francia (bandiera) | A     | Océane Saunier          |
| 28 | Francia (bandiera) | D     | Manon Alard             |

## Calciomercato

### Sessione estiva
| Acquisti | Acquisti        | Acquisti            | Acquisti    |
| R.       | Nome            | da                  | Modalità    |
| -------- | --------------- | ------------------- | ----------- |
| D        | Manon Alard     | Tolosa              | [ 1 ] [ 2 ] |
| D        | Chloé Bornes    | ASPTT Albi          | [ 1 ] [ 3 ] |
| D        | Manon Guitard   | Tolosa              | [ 1 ]       |
| C        | Solène Barbance | ASPTT Albi          | [ 1 ] [ 4 ] |
| C        | Sofia Guellati  | Aurillac Arpajon    | [ 1 ] [ 5 ] |
| C        | Bettina Matondo | Olympique Lione U19 | [ 1 ] [ 6 ] |
| C        | Laura Rueda     | Union Jurançon      | [ 1 ] [ 3 ] |
| A        | Océane Saunier  | Aurillac Arpajon    | [ 1 ] [ 5 ] |

| Cessioni | Cessioni           | Cessioni   | Cessioni |
| R.       | Nome               | a          | Modalità |
| -------- | ------------------ | ---------- | -------- |
| D        | Maeva Buscaylet    | Tolosa     | [ 1 ]    |
| C        | Morgane Cauderlier | Montauban  | [ 1 ]    |
| C        | Chloé Mouly        | Tolosa     | [ 1 ]    |
| C        | Sophie Vaysse      | FCF Juvisy | [ 1 ]    |
| C        | Anaïs Ribeyra      | Tremblay   | [ 1 ]    |

## Risultati

### Division 1

#### Girone di andata
| Arbitro: | Bonnin |

|                                                           |           |  |
| Delannoy 27’ (rig.) Delie 44’, 58’ Georges 45’ Mittag 61’ | Marcatori |  |

| Arbitro: | Buffart |

|              |           |  |
| Barbance 89’ | Marcatori |  |

| Arbitro: | Maubacq |

|  |           |                                         |
|  | Marcatori | 19’ Saunier 27’ Barbance 90+3’ Lemaître |

| Arbitro: | Guillemin |

|                          |           |                   |
| Kaabachi 50’ Saunier 61’ | Marcatori | 32’, 52’ Martinez |

| Arbitro: | Lasalle |

|                                     |           |  |
| Thiney 35’, 78’ Machart-Rabanne 90’ | Marcatori |  |

| Arbitro: | Bartnik |

|                                                       |           |                               |
| Lemaître 1’ Austry 29’, 42’ De Sousa 35’ Barbance 64’ | Marcatori | 46’ Ngo Ndoumbouk 90+3’ Konté |

| Arbitro: | Coppola |

|                           |           |                                       |
| Guellati 33’ De Sousa 42’ | Marcatori | 2’ Deschamps 48’ Bourgouin 88’ Clerac |

| Arbitro: | Mougeot |

|                                                                  |           |  |
| Andressa Alves 30’ Karchaoui 53’ Asseyi 66’ (rig.) Jakobsson 88’ | Marcatori |  |

| Arbitro: | Bonnin |

|  |           |                                                                        |
|  | Marcatori | 1’ Mbock Bathy Nka 23’, 31’ Hegerberg 63’ Bremer 86’ Schelin 88’ Nécib |

| Arbitro: | Maubacq |

|                      |           |                                                  |
| Ramos 60’ Oumeur 81’ | Marcatori | 10’ De Sousa 48’ Alard 80’ Lemaître 90+1’ Austry |

| Arbitro: | Mougeot |

|                               |           |  |
| Cance 62’ Lemaître 85’ (rig.) | Marcatori |  |

#### Girone di ritorno
| Arbitro: | Bartnik |

|  |           |            |
|  | Marcatori | 29’ Mittag |

| Arbitro: | Guillemin |

|                                          |           |  |
| Chaumette 23’ Peruzzetto 59’ Palacin 88’ | Marcatori |  |

| Arbitro: | Bonnin |

|                                       |           |                                    |
| Cugat 41’ Barbance 56’ De Revière 69’ | Marcatori | 75’ Pugnetti 83’ (aut.) Lespinasse |

| Albi 7 febbraio 2016, ore 17:00 CET 15ª giornata | ASPTT Albi | 0 – 0 referto | Rodez | Stadio Maurice Rigaud (681 spett.)\| Arbitro: \| Bartnik \| |
| Arbitro:                                         | Bartnik    |               |       |                                                             |

| Arbitro: | Burban |

|              |           |             |
| Lemaître 79’ | Marcatori | 65’ Coleman |

| Arbitro: | Coppola |

|  |           |                                           |
|  | Marcatori | 17’ Bornes 31’ Lemaître 58’, 71’ De Sousa |

| Arbitro: | Maubacq |

|  |           |                       |
|  | Marcatori | 45’ Alard 90’ Saunier |

| Arbitro: | Vanstaevel |

|  |           |                                      |
|  | Marcatori | 35’ Jakobsson 51’ Tonazzi 71’ Utsugi |

| Arbitro: | Guillemin |

|                                                        |           |  |
| Abily 20’, 48’ Kumagai 30’ Hegerberg 45’ Le Sommer 49’ | Marcatori |  |

| Arbitro: | Vanstaevel |

|                                  |           |              |
| De Sousa 32’, 55’ De Revière 37’ | Marcatori | 11’ Saulnier |

| Arbitro: | Buffart |

|                                              |           |           |
| Morin 8’ Oparanozie 53’ Amani 55’ Robert 68’ | Marcatori | 83’ Cugat |

### Coppa di Francia
| 10 gennaio 2016, ore 14:30 CET 2º turno federale                                                                                | Estrablin | 1 – 9 referto                                                                         | Rodez |  |
| \| \| \| \| \| ??? ??’ \| Marcatori \| 24’, 41’ Saunier 29’ Lemaître 56’ Austry 64’ Kaabachi 74’, 82’, 84’ Noiran 76’ Banuta \| |           |                                                                                       |       |  |
| |           |                                                                                       |       |  |
| ??? ??’ | Marcatori | 24’, 41’ Saunier 29’ Lemaître 56’ Austry 64’ Kaabachi 74’, 82’, 84’ Noiran 76’ Banuta |       |  |

| Arbitro: | Mougeot |

|  |           |                                                                               |
|  | Marcatori | 33’, 41’, 76’, 84’ Lemaître 60’ De Revière 67’ De Sousa 90+1’ (aut.) Boithias |

| Arbitro: | Maubacq |

|  |           |                  |
|  | Marcatori | 13’, 71’ Saunier |

| Arbitro: | Bonnin |

|                                 |                      |                        |
| Saunier 52’ Cugat 75’           | Marcatori            | 14’ Amani 16’ Robert   |
| Cance Haupais Guellati Lemaître | Tiri di rigore 4 – 1 | Amani Diallo Boishardy |

| Arbitro: | Buffart |

|                                                                                   |           |  |
| Mbock 6’ Schelin 8’, 42’ Petit 24’ Hegerberg 56’, 60’, 90+2’ Thomis 64’ Abily 76’ | Marcatori |  |

## Statistiche

### Statistiche di squadra
| Competizione     | Punti | In casa | In casa | In casa | In casa | In casa | In casa | In trasferta | In trasferta | In trasferta | In trasferta | In trasferta | In trasferta | Totale | Totale | Totale | Totale | Totale | Totale | DR  |
| Competizione     | Punti | G       | V       | N       | P       | Gf      | Gs      | G            | V            | N            | P            | Gf           | Gs           | G      | V      | N      | P      | Gf     | Gs     | DR  |
| ---------------- | ----- | ------- | ------- | ------- | ------- | ------- | ------- | ------------ | ------------ | ------------ | ------------ | ------------ | ------------ | ------ | ------ | ------ | ------ | ------ | ------ | --- |
| Division 1       | 52    | 11      | 5       | 2       | 4       | 19      | 21      | 11           | 4            | 1            | 6            | 14           | 26           | 22     | 9      | 3      | 10     | 33     | 47     | -14 |
| Coppa di Francia | -     | 1       | 0       | 1       | 0       | 2       | 2       | 4            | 3            | 0            | 1            | 18           | 10           | 5      | 3      | 1      | 1      | 20     | 12     | +8  |
| Totale           | -     | 12      | 5       | 3       | 4       | 21      | 23      | 15           | 7            | 1            | 7            | 32           | 36           | 27     | 12     | 4      | 11     | 53     | 59     | -6  |

### Andamento in campionato
| Giornata  | 1  | 2 | 3 | 4 | 5 | 6 | 7 | 8 | 9 | 10 | 11 | 12 | 13 | 14 | 15 | 16 | 17 | 18 | 19 | 20 | 21 | 22 |
| --------- | -- | - | - | - | - | - | - | - | - | -- | -- | -- | -- | -- | -- | -- | -- | -- | -- | -- | -- | -- |
| Luogo     | T  | C | T | C | T | C | C | T | C | T  | C  | C  | T  | C  | T  | C  | T  | T  | C  | T  | C  | T  |
| Risultato | P  | V | V | N | P | V | P | P | P | V  | V  | P  | P  | V  | N  | N  | V  | V  | P  | P  | V  | P  |
| Posizione | 10 | 7 | 7 | 5 | 7 | 5 | 6 | 6 | 6 | 5  | 5  | 5  | 6  | 5  | 5  | 6  | 5  | 5  | 5  | 5  | 5  | 5  |

Legenda:

Luogo: C = Casa; T = Trasferta. Risultato: V = Vittoria; N = Pareggio; P = Sconfitta.

### Statistiche delle giocatrici
| Giocatore      | Division 1 | Division 1 | Division 1  | Division 1 | Coppa di Francia | Coppa di Francia | Coppa di Francia | Coppa di Francia | Totale   | Totale | Totale      | Totale     |
| Giocatore      | Presenze   | Reti       | Ammonizioni | Espulsioni | Presenze         | Reti             | Ammonizioni      | Espulsioni       | Presenze | Reti   | Ammonizioni | Espulsioni |
| -------------- | ---------- | ---------- | ----------- | ---------- | ---------------- | ---------------- | ---------------- | ---------------- | -------- | ------ | ----------- | ---------- |
| M. Alard       | 22         | 2          | 1           | 0          | 5                | 0                | 0                | 0                | 27       | 2      | 1           | 0          |
| C. Austry      | 6          | 3          | 0           | 0          | 1                | 1                | 0                | 0                | 7        | 4      | 0           | 0          |
| A-M. Banuta    | 6          | 0          | 0           | 0          | 2                | 2                | 0                | 0                | 8        | 2      | 0           | 0          |
| S. Barbance    | 21         | 4          | 0           | 0          | 4                | 0                | 1                | 0                | 25       | 4      | 1           | 0          |
| C. Bornes      | 20         | 1          | 3           | 0          | 3                | 0                | 0                | 0                | 23       | 1      | 3           | 0          |
| L. Cance       | 20         | 1          | 1           | 0          | 5                | 0                | 0                | 0                | 25       | 1      | 1           | 0          |
| A. Cugat       | 17         | 2          | 3           | 0          | 3                | 1                | 1                | 0                | 20       | 3      | 4           | 0          |
| C. De Carvalho | 10         | 0          | 2           | 0          | 3                | 0                | 0                | 0                | 13       | 0      | 2           | 0          |
| S. De Revière  | 16         | 2          | 1           | 0          | 3                | 1                | 0                | 0                | 19       | 3      | 1           | 0          |
| M. De Sousa    | 18         | 7          | 0           | 0          | 4                | 1                | 0                | 0                | 22       | 8      | 0           | 0          |
| C. Farrugia    | 1          | 0          | 0           | 0          | -                | -                | -                | -                | 1        | 0      | 0           | 0          |
| D. Garcia      | 21         | -30        | 3           | 0          | 0                | 0                | 0                | 0                | 21       | -30    | 3           | 0          |
| P. Garcia      | 1          | 0          | 0           | 0          | -                | -                | -                | -                | 1        | 0      | 0           | 0          |